# Uvaria calamistrata
Uvaria calamistrata är en kirimojaväxtart som beskrevs av Henry Fletcher Hance. Uvaria calamistrata ingår i släktet Uvaria och familjen kirimojaväxter. Inga underarter finns listade i Catalogue of Life.